# Baldissero Canavese
Baldissero Canavese (piemonti nyelven Bausser) egy olasz község (comune) a Piemont régióban.